# Тювинга
Тювинга — река в России, на Кольском полуострове, протекает по территории Ловозерского района Мурманской области. Длина реки составляет 22 км, площадь водосборного бассейна 130 км².
Начинается из болота между рекой Паттилем и Тювингскими озёрами. Течёт в общем юго-восточном направлении сначала по болоту, затем по заболоченной тундре с берёзовыми перелесками. В низовьях поворачивает на восток. Устье реки находится в 12 км по правому берегу реки Колмак на высоте 169,8 метра над уровнем моря.
Ширина реки в низовьях — 37 метров при глубине 0,8 метра; в среднем течении — 20 и 0,6 метра соответственно. Скорость течения воды 0,6 м/с.
Основной приток — Могильный — впадает слева.

## Данные водного реестра
По данным государственного водного реестра России относится к Баренцево-Беломорскому бассейновому округу, водохозяйственный участок реки — река Поной. Речной бассейн реки — бассейны рек Кольского полуострова и Карелии, впадает в Белое море.
Код объекта в государственном водном реестре — 02020000112101000006718.